# Pilea sinoverrucosa
Pilea sinoverrucosa är en nässelväxtart. Pilea sinoverrucosa ingår i släktet pileor, och familjen nässelväxter. Inga underarter finns listade i Catalogue of Life.